# Colibrí lucífer
El colibrí lucífer (Calothorax lucifer) és una espècie d'ocell de la família dels troquílids (Trochilidae) que habita garrigues, semideserts i zones arbustives de les terres altes des de l'extrem sud-est d'Arizona, oest de Texas i Nuevo León cap al sud fins a l'estat de Guanajuato i possiblement Morelos i Puebla.